# Volvo B8RLE
Volvo B8RLE är ett busschassi med lågentré, tillverkat av Volvo Bussar sedan 2013.
Det ersatte Volvo B7RLE- och Volvo B9RLE-chassina på den svenska marknaden.
Motorn, som är på 7,7 liter, kallas Volvo D8K och klarar Euro 6-normen. Den finns med effekt från 280 till 350 hästkrafter.
De svensksålda Volvo B8RLE-chassina hade i början Volvo 8900-kaross och fanns tillgängliga med två eller tre axlar och i längderna 12,0–14,9 meter. De kunde även beställas utan podestrar framme i låggolvsdelen, alltså utan upphöjningar på sidorna om mittgången där sätena är placerade. Detta för att underlätta för passagerare med olika typer av rörelsehinder. Volvo 8900 med dessa chassin känns igen på den lägre fönsterlinjen på sidan.
På vissa marknader utanför Sverige finns det även en dubbeldäckarversion samt en ledad version, kallad Volvo B8RLEA.
I samband med en omstrukturering hos Volvo Bussar lades tillverkningen av Volvo 8900 ner hösten 2023. Volvo B8RLE finns dock fortfarande tillgängligt för externa karosstillverkare.

## Galleri

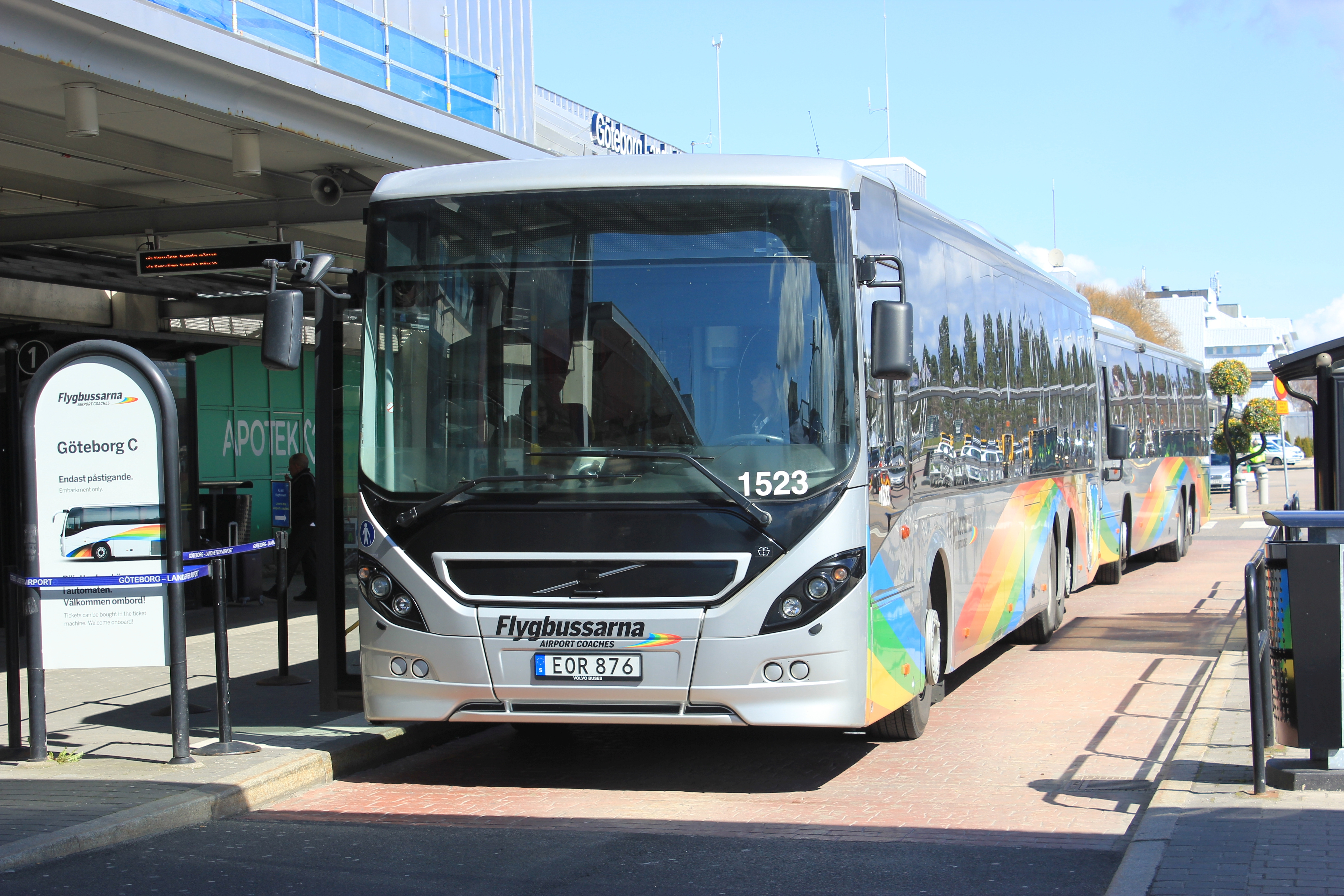
Svensksåld Volvo 8900LE med Volvo B8RLE 6x2-chassi i trafik hos Flygbussarna i Göteborgsområdet.
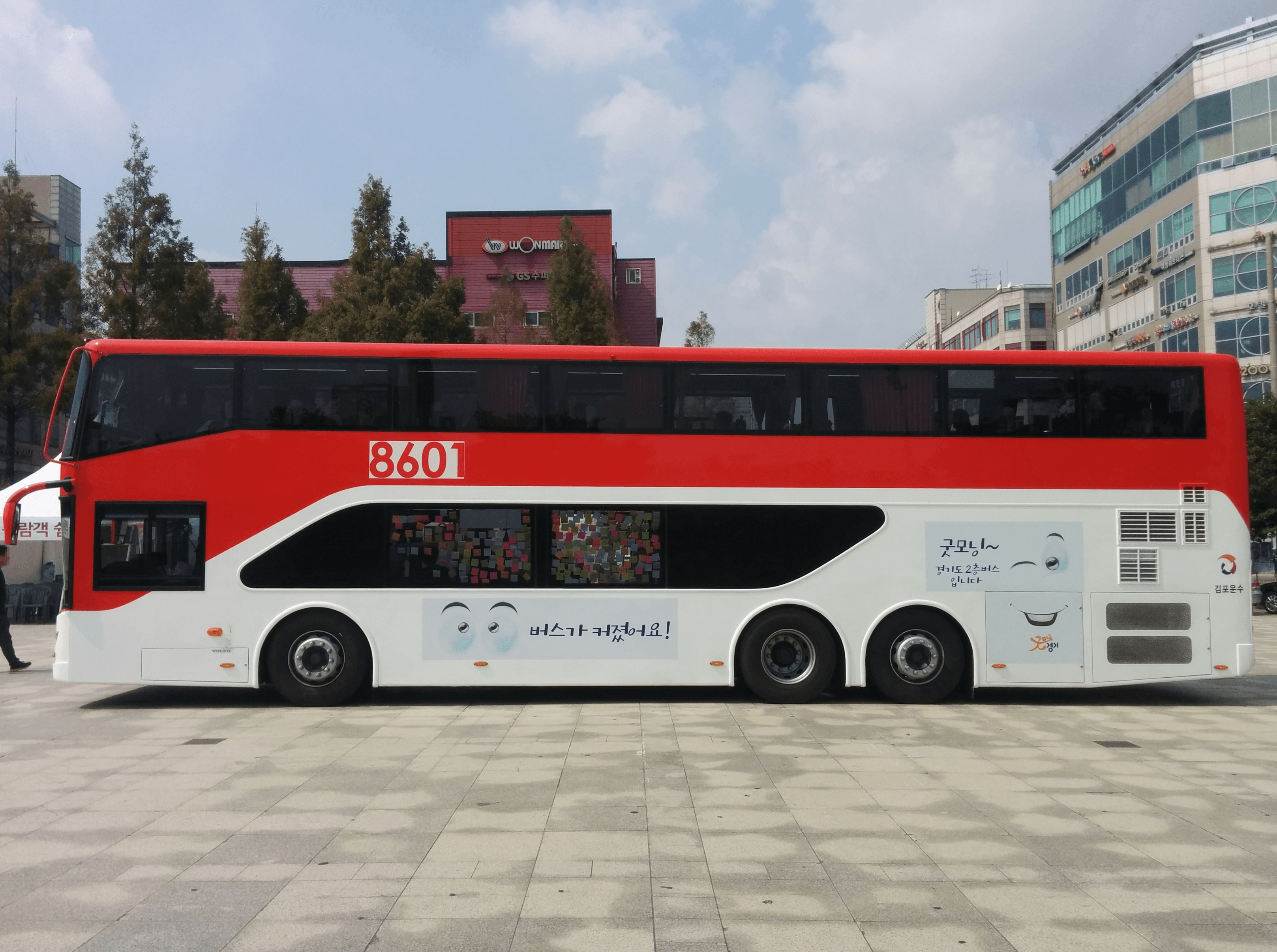
Dubbeldäckare med Volvo B8RLE 6x2-chassi.
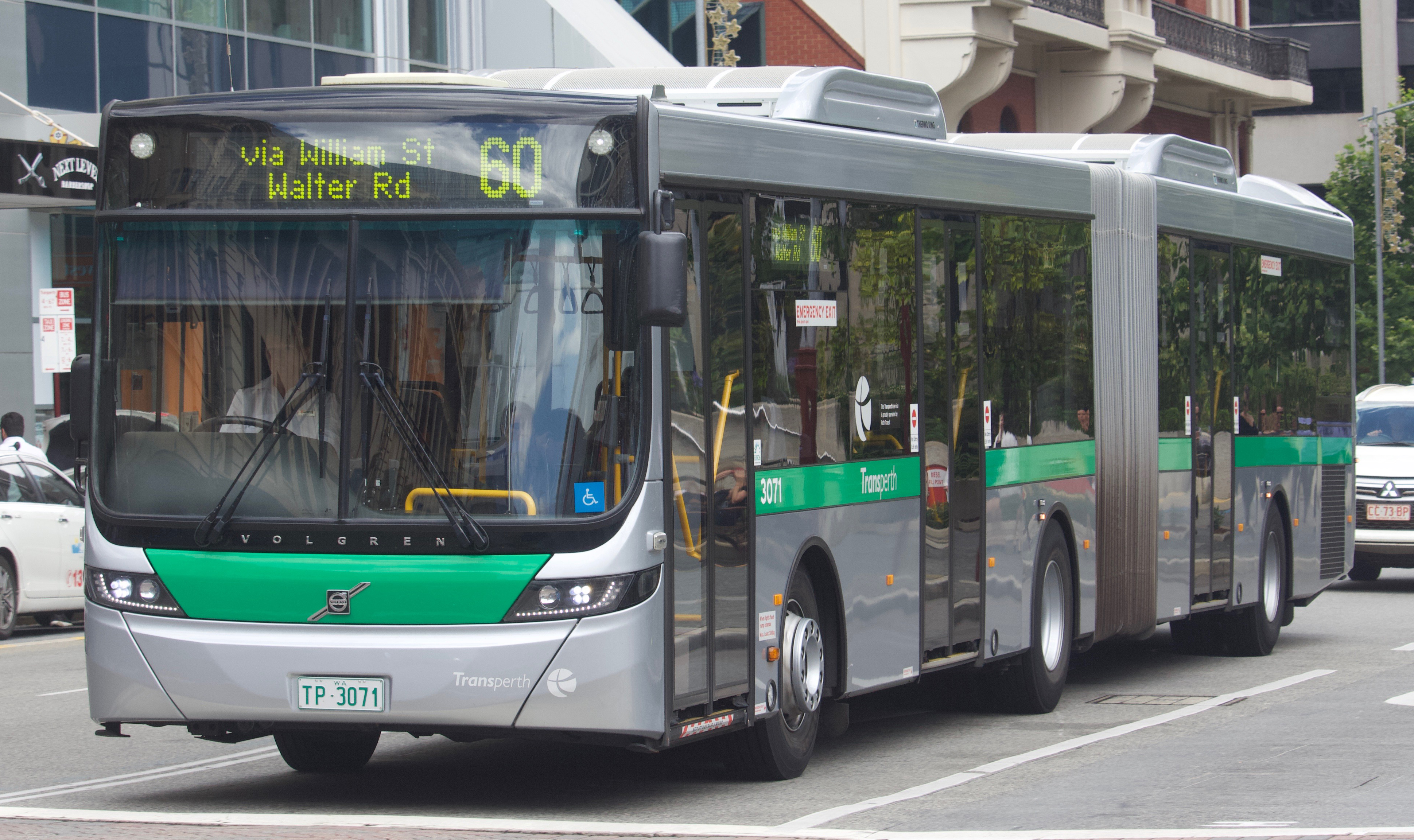
Volvo B8RLEA (ledbuss).